# Playa Maho

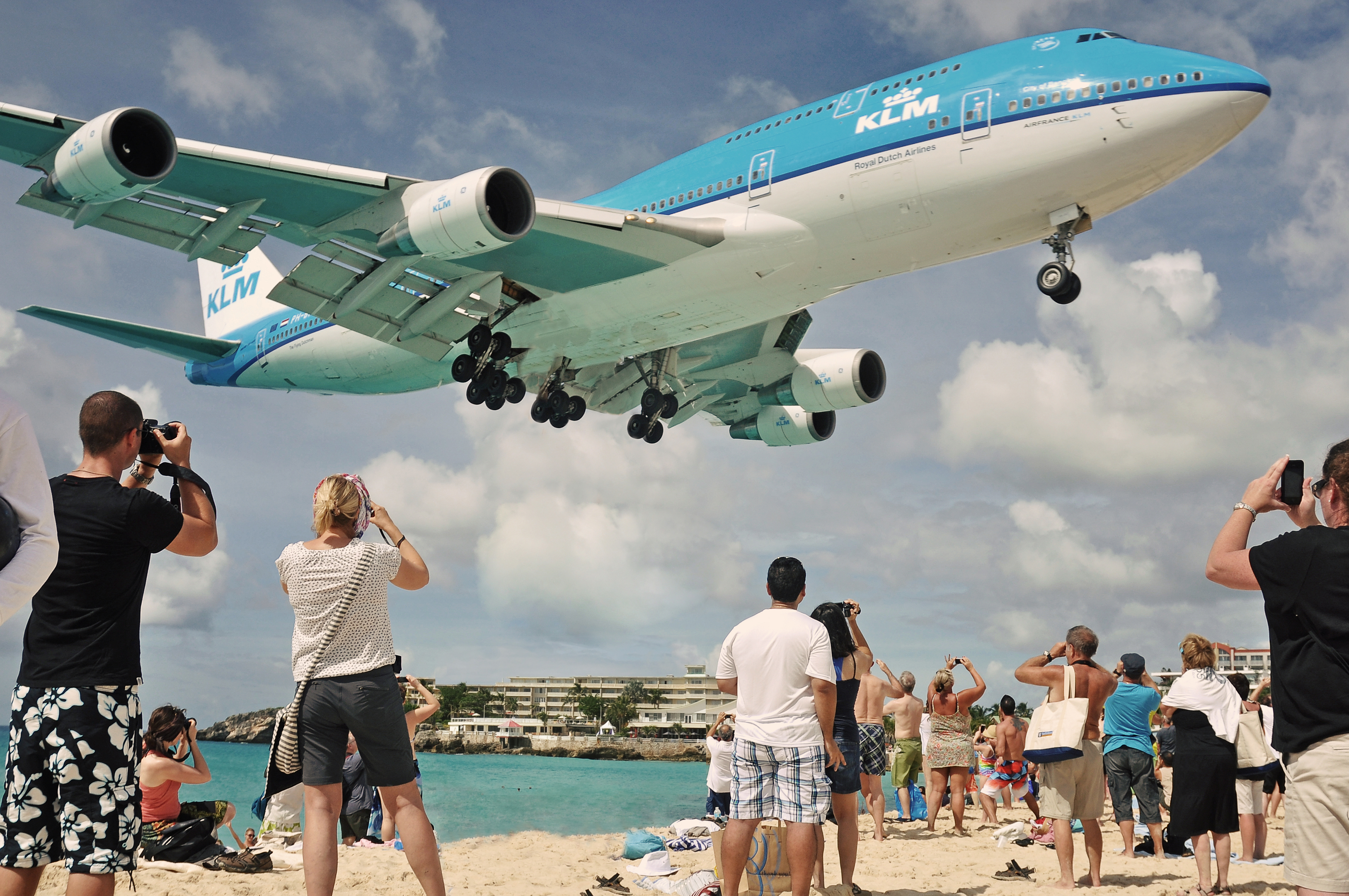
Un Boeing 747-400 de KLM vuela sobre Maho Beach durante su aproximación final al Aeropuerto internacional Princesa Juliana. El 28 de octubre de 2016, KLM operó el último servicio programado con 747s a la isla.

La Playa Maho o Majo Beach es una Playa del Mar Caribe en el lado neerlandés de la isla caribeña de San Martín, en el territorio de Sint Maarten. Es famosa por el Aeropuerto Internacional Princesa Juliana adyacente a la playa.

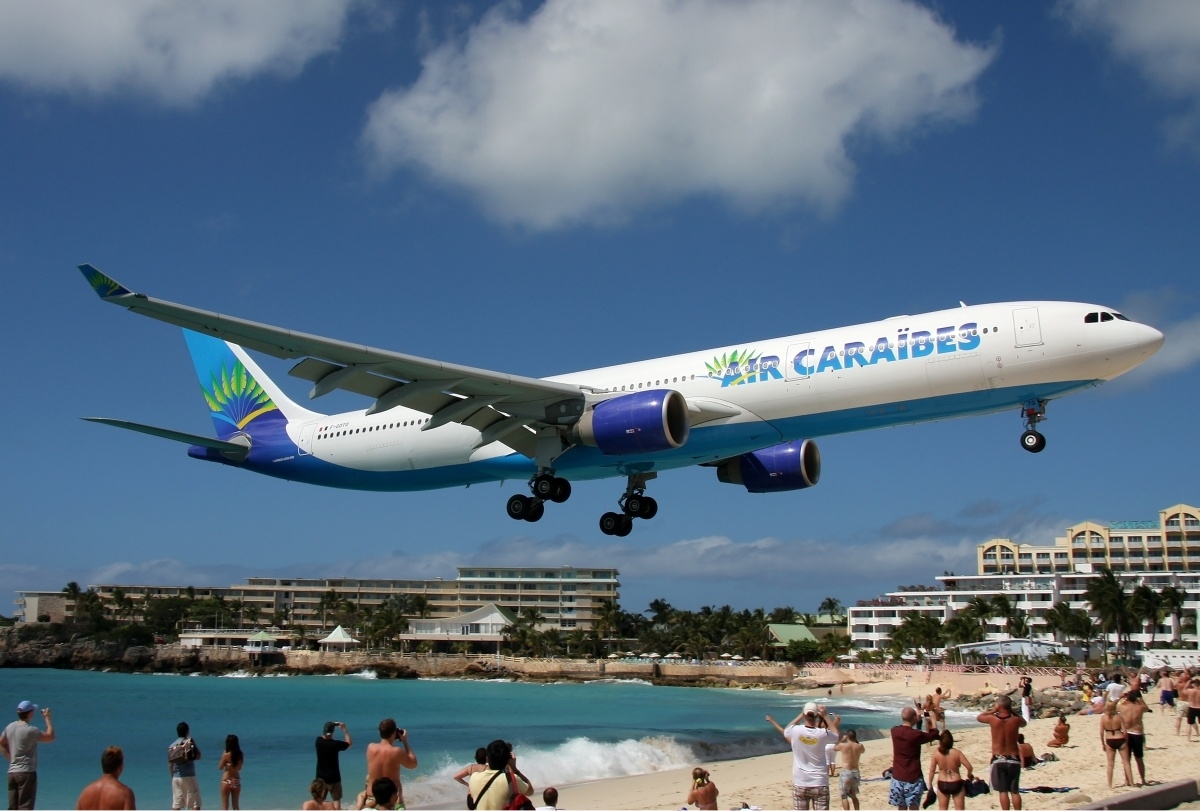
Un Airbus A330-300 de Air Caraïbes en aproximación final al Aeropuerto Internacional Princesa Juliana.

Debido a la proximidad única de aviones que vuelan bajo, la ubicación es muy popular entre los observadores de aviones. Este es uno de los pocos lugares en el mundo donde los aviones se pueden ver en su trayectoria de vuelo a las afueras del final de la pista. La Observación de aviones que pasan por encima de la playa es una actividad tan popular que los horarios de llegadas y salidas diarias de las aerolíneas se muestran en una tabla en la mayoría de bares y restaurantes en la playa, y el Sunset Bar and Grill tiene un altavoz en su cubierta exterior que transmite las emisiones de radio entre los pilotos y la torre de control del aeropuerto.